# کیک سفید
کیک سفید نوعی کیک است که بدون زرده تخم مرغ درست می‌شود. کیک‌های سفید زمانی به کیک‌های نقره ای نیز معروف بودند.
کیک سفید می‌تواند بر پایه کیک کره‌ای یا کیک اسفنجی باشد. این کیک‌ها در اواخر قرن نوزدهم به‌طور گسترده در دسترس قرار گرفتند و برای مراسماتی همچون عروسی و غسل تعمید استفاده می‌شدند.

## مواد اصلی
تفاوت اصلی بین کیک سفید و سایر کیک‌ها عدم وجود زرده تخم مرغ یا سایر موادی است که باعث تغییر رنگ کیک می‌شود. (زرده تخم مرغ به کیک، رنگ زرد می‌دهد) نبود زرده از نظر ساختاری روی کیک تأثیر می‌گذارد. به دلیل کمبود زرده تخم‌مرغ، کیک چربی کمتری دارد. کیک‌های سفید نسبت به کیک‌هایی که با تخم‌مرغ کامل درست می‌شوند کمی لطیف‌تر هستند.
کیک سفید معمولاً به آرد مخصوص کیک نیاز دارد تا خمیری سبک و لطیف داشته باشد. کیک‌های سفید اغلب طعم وانیلی دارند. گاهی برای حفظ رنگ سفید از عصاره وانیل شفاف استفاده می‌شود.

## موارد استفاده
کیک سفید به دلیل ظاهر و بافت کیک یک انتخاب معمولی برای کیک‌های عروسی چند طبقه است. به‌طور کلی، محصولات پخته شده سفید، که از آرد سفید و شکر سفید استفاده می‌کردند، نمادی سنتی از ثروت بودند که قدمت آن به دوران ملکه ویکتوریا می‌رسد. این ایده که از رنگ سفید نماد خلوص است در عروسی استفاده شود، توسط ویکتوریایی‌ها ابداع شد.

از کیک سفید برای تهیه کیک‌هایی همچون آیس کیک، شارلوت و ترایفل استفاده می‌شود. همچنین به عنوان پایه کیک‌های با رنگ روشن مانند کیک رنگین کمانی استفاده می‌شود، زیرا رنگ خوراکی، رنگ‌های شفاف و روشن تری را روی خمیر کیک سفید ایجاد می‌کند.

نمونه‌هایی از کیک سفید
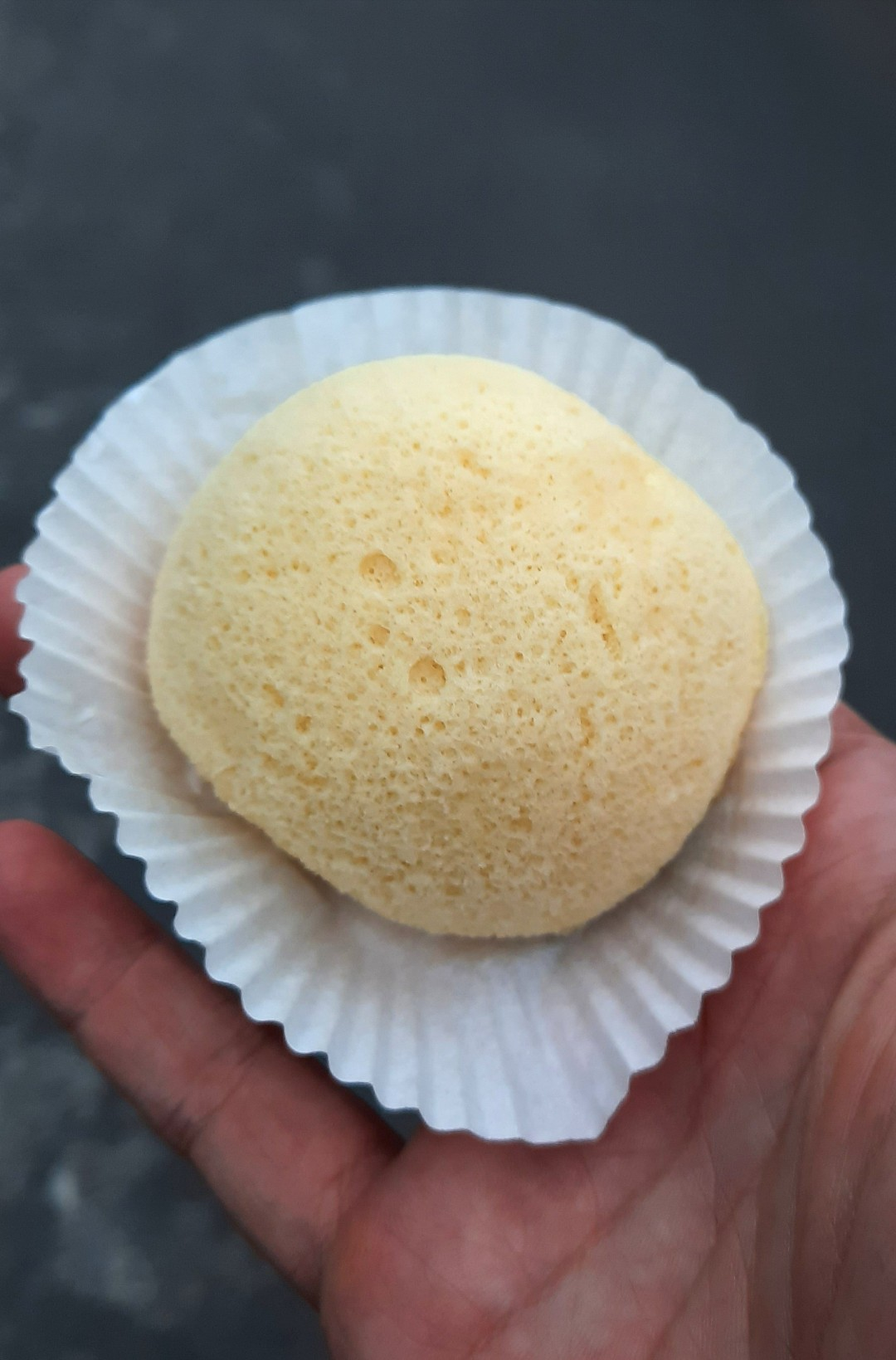
کیک سفید بخارپز ساده اندونزیایی
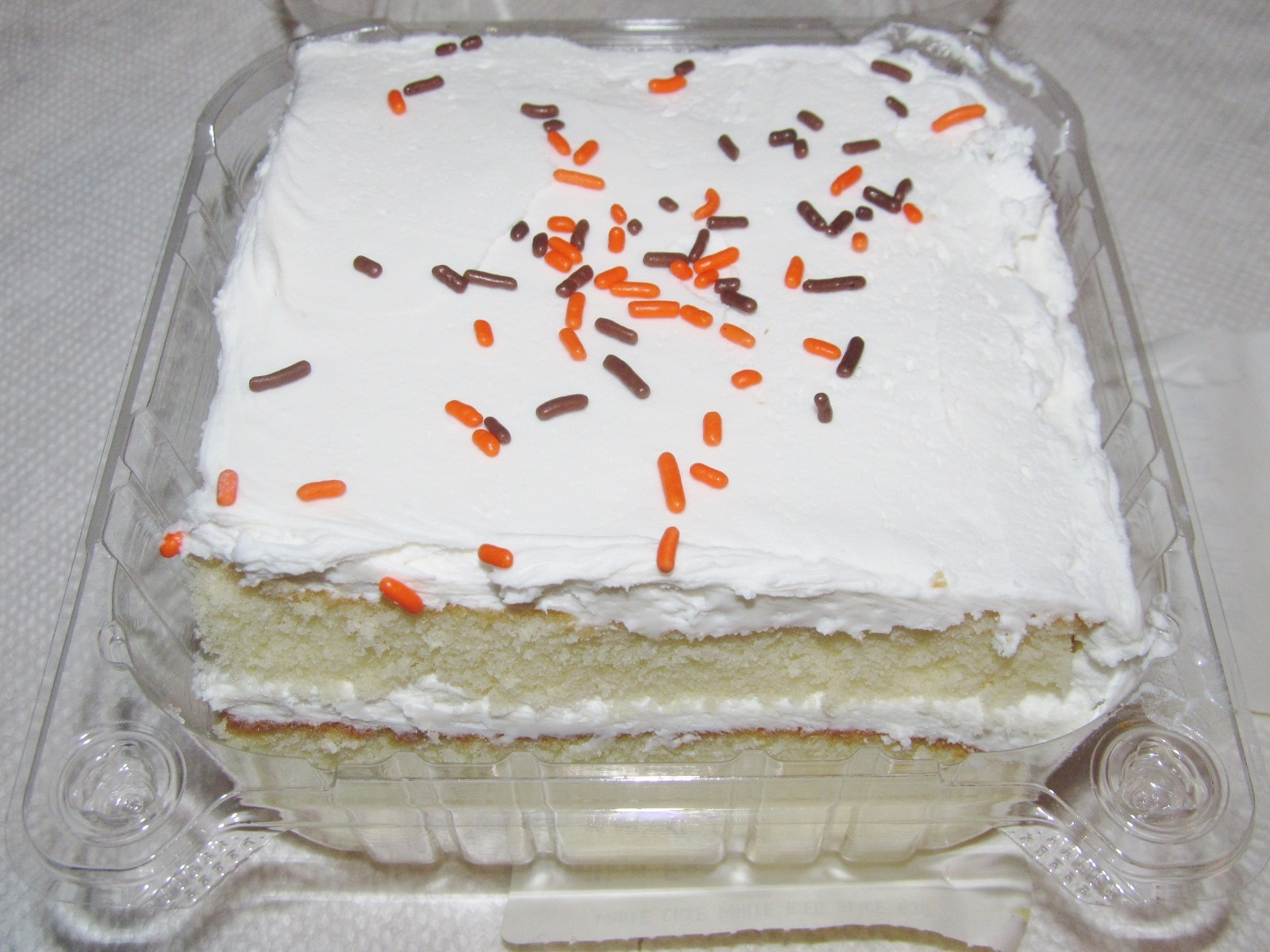
کیک لایه‌ای سفید با فراستینگ سفید و اسپرینکل‌های رنگی
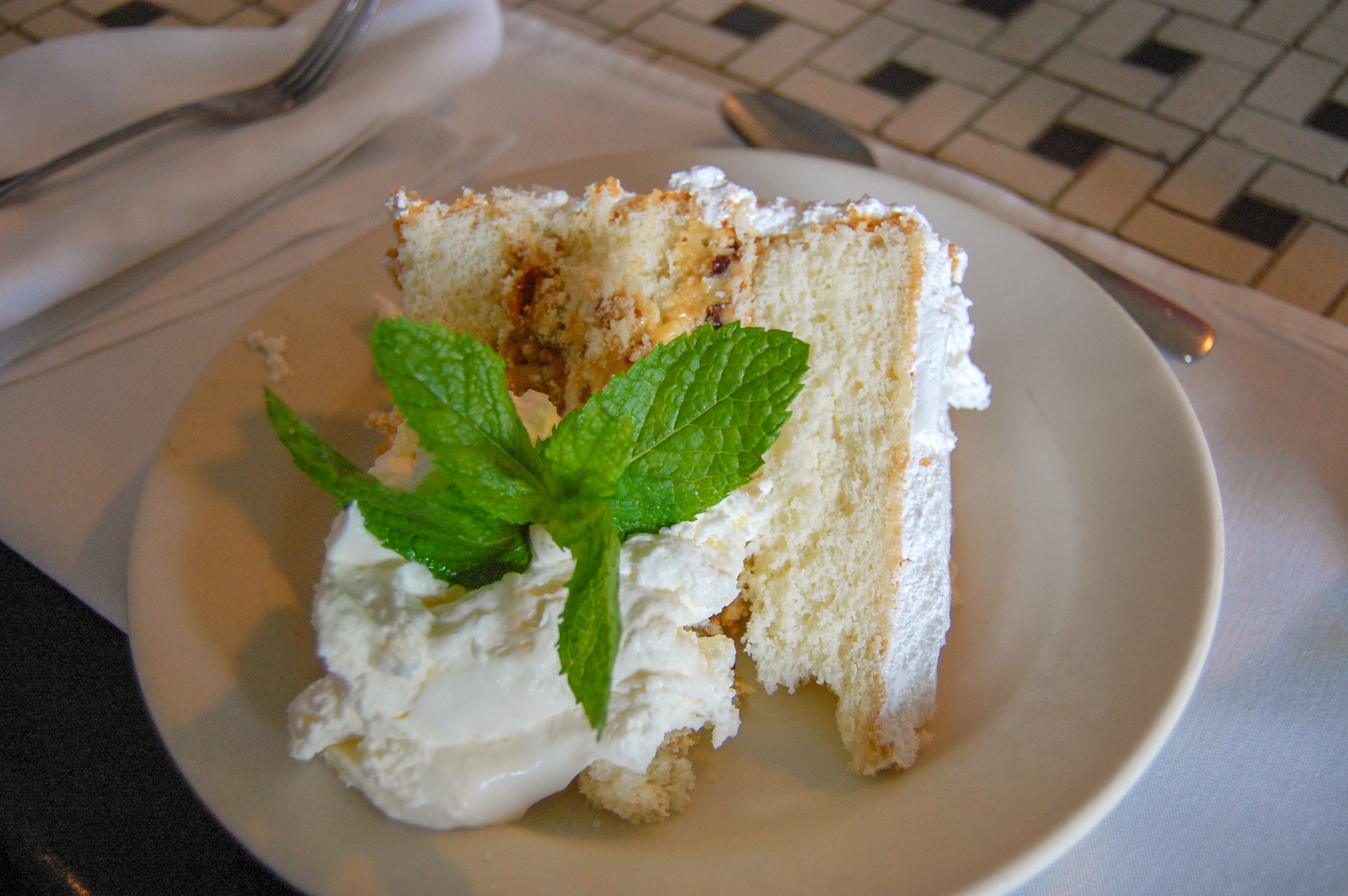
کیک لین، نوعی کیک سفید که با کشمش و آجیل پر شده است
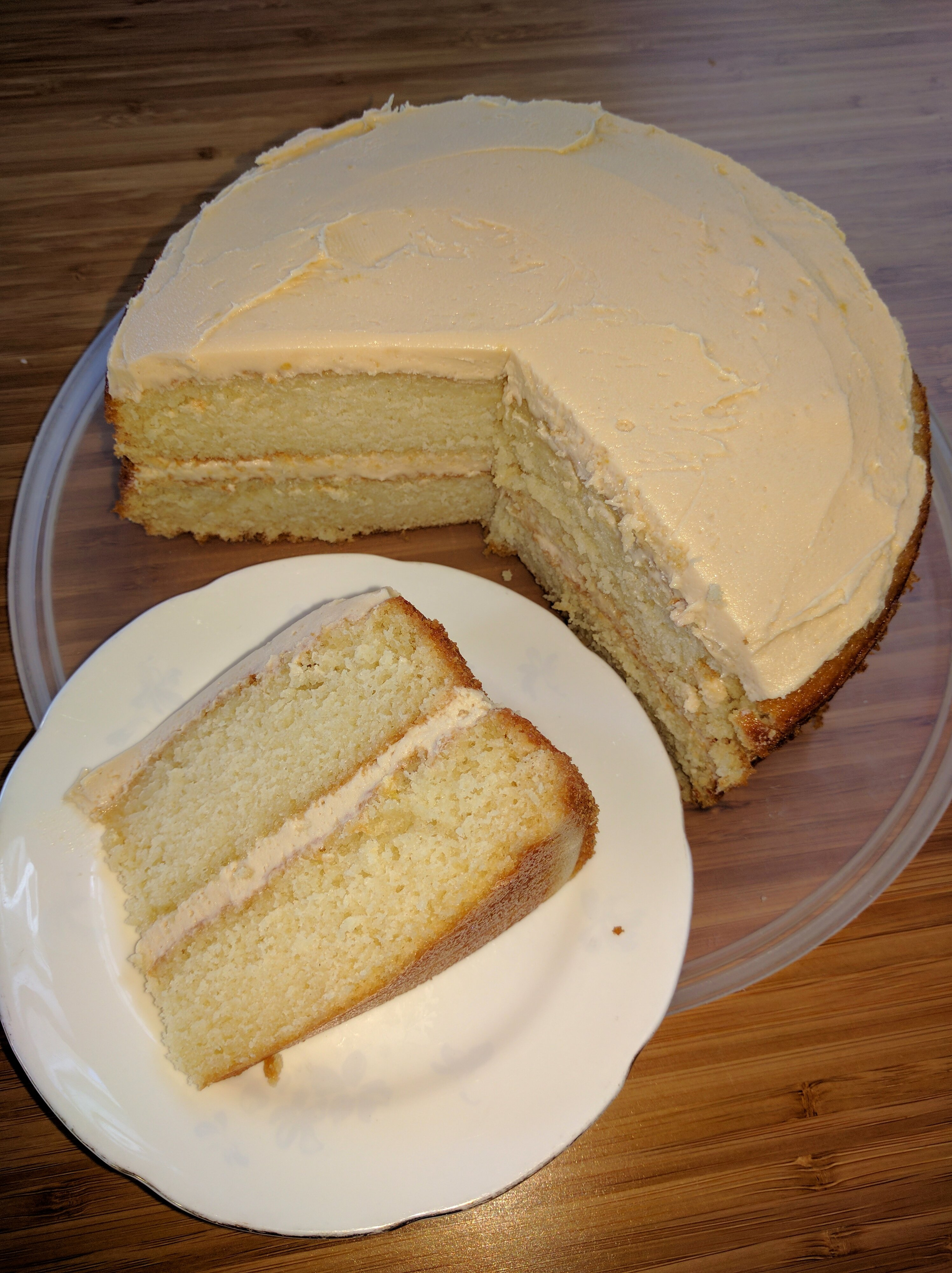
کیک سفید لایه‌ای با فراستینگ
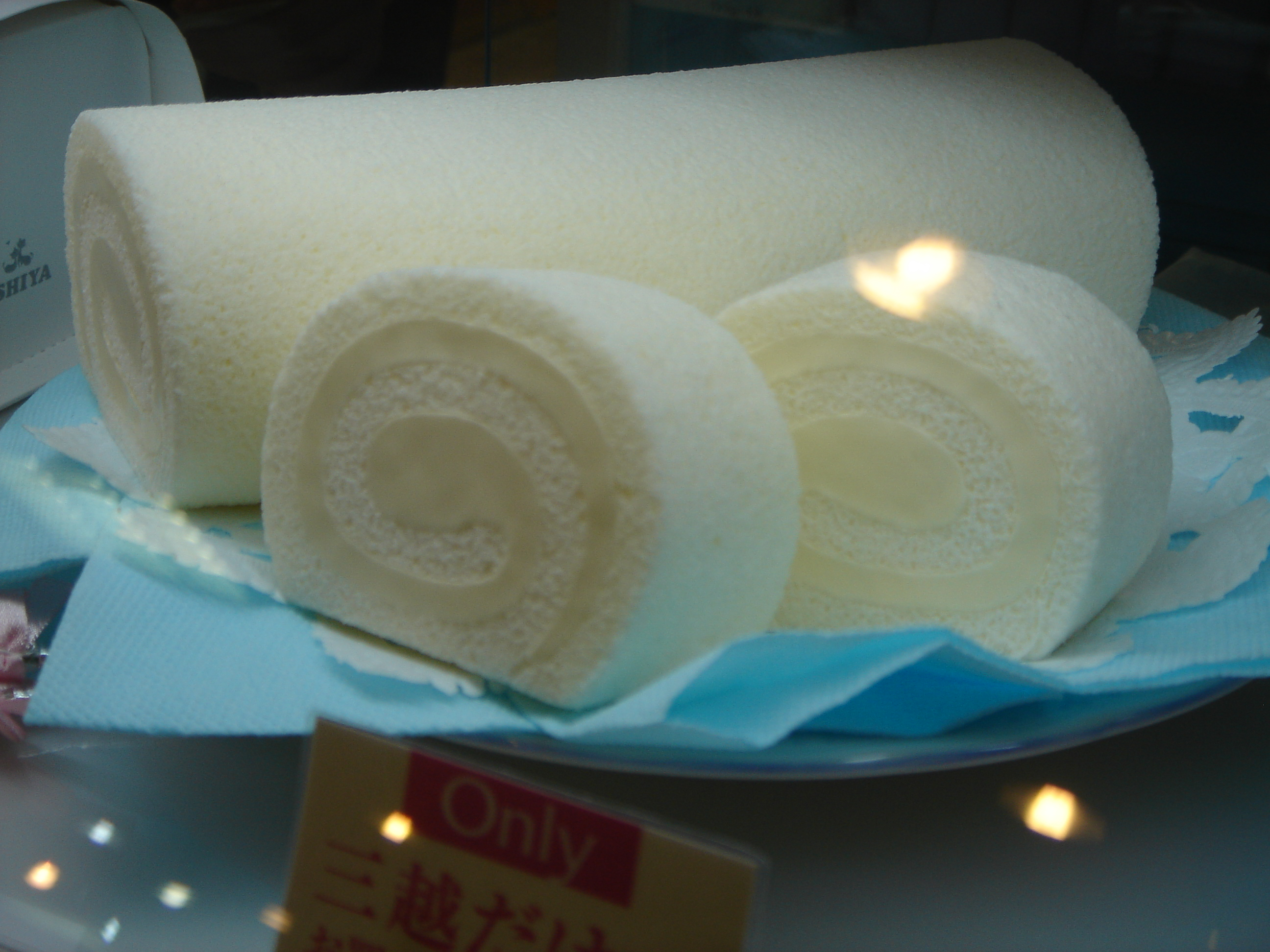
کیک رولت، تهیه شده از کیک اسفنجی سفید
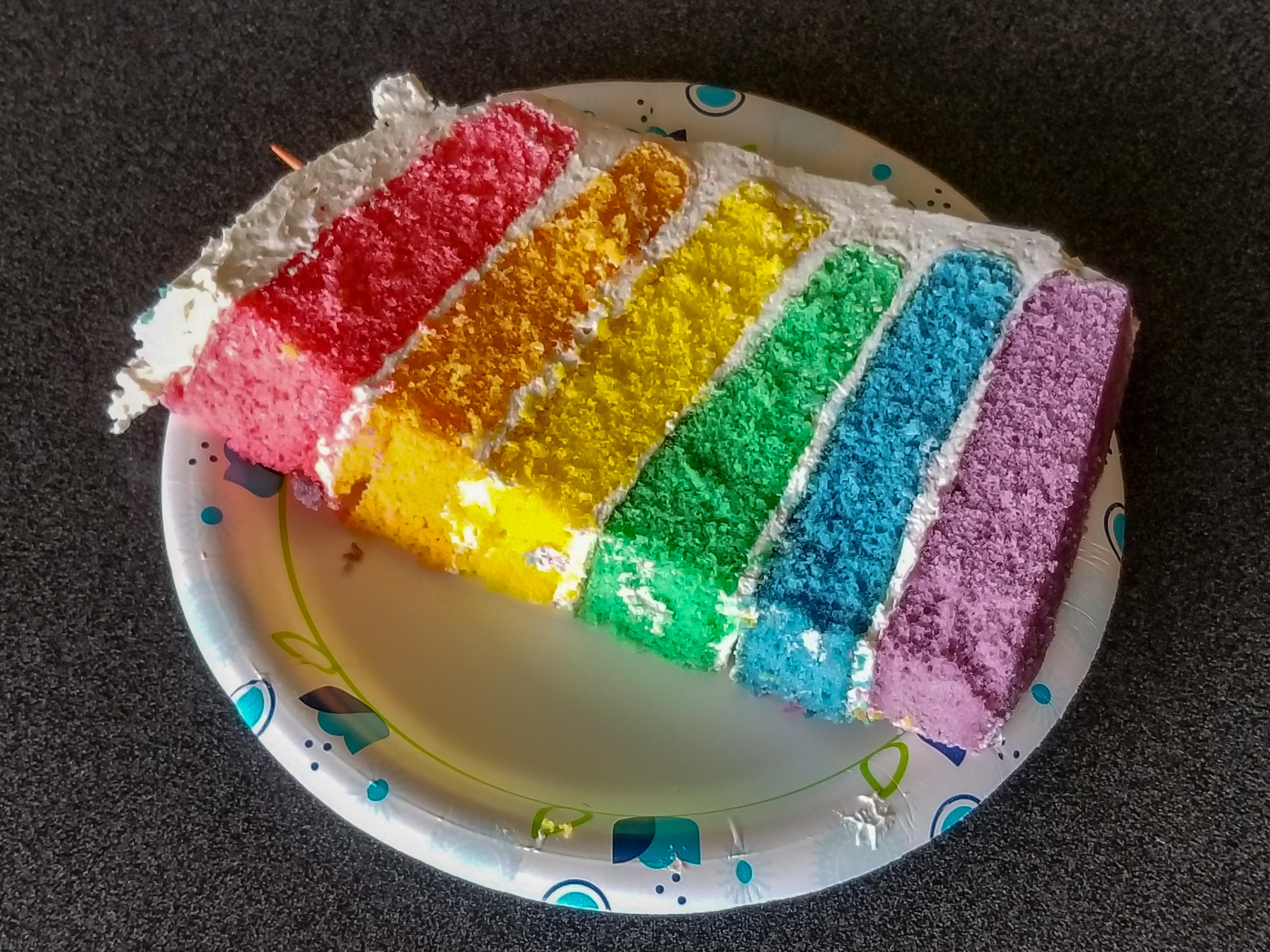
کیک‌های رنگین کمانی، که معمولاً از اضافه کردن زنگ خوراکی به کیک سفید تهیه می‌شوند.
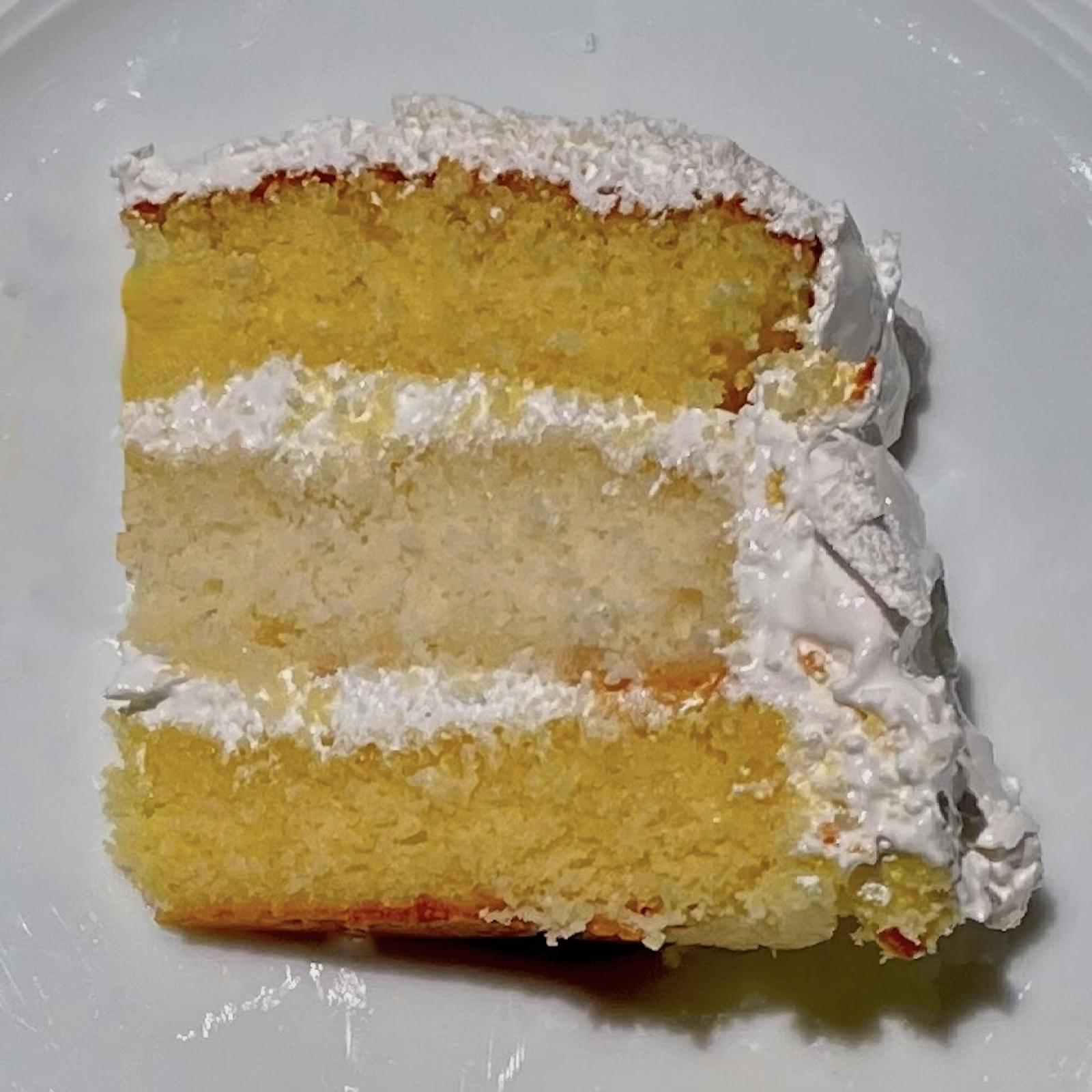
کیک نقره‌ای و طلایی، با لایه‌های کیک زرد و سفید

## تاریخچه
کیک سفید یک اختراع نسبتاً جدید است، زیرا علاوه بر حذف زرده تخم مرغ، نیازمند شکر سفید تصفیه شده و آرد سفید مخصوص کیک است. در قرن هفدهم، «کیک سفید» به معنای کیک میوه ای بود که با مایه کیک سفید پوشانده شده بود و از سفیده تخم مرغ و شکر سفید دوبار تصفیه شده درست شده بود، نه کیکی که رنگ سفید داشت. هر نوع کیکی که با آیسینگ سفید پوشانده شده باشد، مانند کیک میوه ای که در مراسم عروسی ملکه ویکتوریا و پرنس آلبرت در سال ۱۸۴۰ سرو شد، به نام کیک سفید مشهور بود. این کیک گران بود و به عنوان یک نماد وضعیت در نظر گرفته می‌شد.
در اوایل قرن نوزدهم، یک خانم، کیکی را درست کرد که از آرد بادام رنگ روشن، و یک کیک اسفنجی سفید و سفت تشکیل شده بود و پیش‌درآمدی برای کیک مدرن و سبک‌تر کیک خوراک فرشته بود، این‌ها تنها کیک‌هایی بودند که هنگام برش سفید به نظر می‌رسیدند.
کیک‌های سفید مدرن، در اواخر قرن نوزدهم ابداع شدند، زمانی که شکر سفید، آرد سفید، و مواد شیمیایی قابل اعتماد مانند بکینگ پودر به‌طور گسترده در دسترس قرار گرفتند.
اولین ترکیب کیک برای کیک سفید در حدود سال ۱۹۳۰ در ایالات متحده معرفی شد.
در پایان قرن بیستم، کیک شکلاتی بیش از هر طعم دیگری در میان کیک‌ها محبوب شد.